# 宇都宮南郵便局
宇都宮南郵便局（うつのみやみなみゆうびんきょく）は栃木県宇都宮市にある郵便局。民営化前の分類では集配普通郵便局であった（現在は集配機能を廃止）。

## 概要
住所：〒321-0131 栃木県宇都宮市宮の内2-176-33

### 分室
分室はなし。過去に存在した分室は以下のとおり。
- 自衛隊内分室 - 1951年（昭和26年）に予備隊内分室として設置。1955年（昭和30年）に廃止。

## 沿革
- 1872年8月4日（明治5年7月1日） - 雀ノ宮（すずめのみや）郵便取扱所として開設[1]。
- 1875年（明治8年）1月1日 - 雀ノ宮郵便局（五等）となる。
- 1885年（明治18年） - 貯金取扱を開始。
- 1899年（明治32年）12月16日 - 為替取扱を開始。
- 1920年（大正9年）6月21日 - 電信電話通話事務を開始[2]。
- 1936年（昭和11年）5月1日 - 雀宮郵便局に改称[3]。
- 1951年（昭和26年）7月1日 - 河内郡雀宮村大字雀宮に、予備隊内分室を設置[4]。
- 1952年（昭和27年）11月1日 - 予備隊内分室を保安隊内分室に改称。
- 1954年（昭和29年）7月16日 - 保安隊内分室を自衛隊内分室に改称。
- 1955年（昭和30年）9月1日 - 自衛隊内分室を一時閉鎖、同年11月16日に閉鎖のまま廃止。
- 1966年（昭和41年）7月19日 - 電話交換業務を宇都宮電報電話局に移管。
- 1977年（昭和52年）11月14日 - 宇都宮市雀宮三丁目から同市宮の内二丁目に移転。
- 1980年（昭和55年）5月19日 - 特定郵便局から普通郵便局に局種別改定するとともに、宇都宮南郵便局に改称。同日、宇都宮中央郵便局から集配業務の一部を移管。
- 1981年（昭和56年）10月21日 - 和文電報配達業務を宇都宮電報電話局に移管。
- 1999年（平成11年） - 外国通貨の両替および旅行小切手の売買に関する業務取扱を開始。
- 2007年（平成19年）10月1日 - 民営化に伴い、併設された郵便事業宇都宮南支店に一部業務を移管。
- 2012年（平成24年）10月1日 - 日本郵便株式会社の発足に伴い、郵便事業宇都宮南支店を宇都宮南郵便局に統合。
- 2018年（平成30年）5月14日 - 集配業務を宇都宮中央郵便局に移管[5]。

## 取扱内容
- 郵便、印紙、ゆうパック、内容証明
- 貯金、為替、振替、振込、国際送金、国債、投資信託
- 生命保険、バイク自賠責保険、自動車保険、がん保険、引受条件緩和型医療保険
- ゆうちょ銀行ATM

## 周辺
- 陸上自衛隊北宇都宮駐屯地
- 栃木県総合運動公園
  - とちのきファミリーランド
- 栃木県赤十字血液センター
- 国道121号
- 田川

## アクセス
- 東日本旅客鉄道（JR東日本）東北本線（宇都宮線）雀宮駅から北へ約1.8km（徒歩約21分）
- 関東バス 宮の内交差点停留所下車
- 北関東自動車道 宇都宮上三川ICから北西へ約5km、東北自動車道 鹿沼ICから南東へ約8km
- 国道4号沿い
- 駐車場あり：32台